# 阳高南站
阳高南站是大张客运专线的一座车站，位於中华人民共和国山西省大同市阳高县，2019年12月30日开通。

## 车站结构
本站站房面积4999.8平方米。